# Prionotus roseus
Prionotus roseus är en fiskart som beskrevs av Jordan och Evermann, 1887. Prionotus roseus ingår i släktet Prionotus och familjen knotfiskar. Inga underarter finns listade i Catalogue of Life.